# Variété abélienne

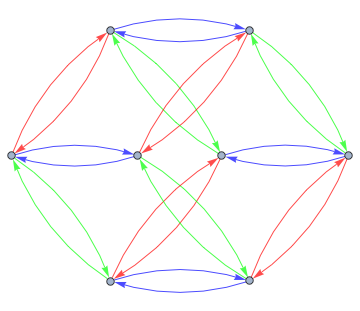
Représentation schématique d'une variété abélienne

En mathématiques, et en particulier, en géométrie algébrique et géométrie complexe, une variété abélienne A est une variété algébrique projective qui est un groupe algébrique. La condition de « projectivité » est l'équivalent de la compacité pour les variétés différentielles ou analytiques, et donne une certaine rigidité à la structure. C'est un objet central en géométrie arithmétique.

## Définition
Une variété abélienne sur un corps k est un groupe algébrique A sur k, dont la variété algébrique sous-jacente est projective, connexe et géométriquement réduite. Cette dernière condition veut dire que lorsque l'on étend le corps de base k à une clôture algébrique de k, la nouvelle variété est réduite (cela implique que A est réduite). Si
k est de caractéristique nulle, la condition "géométriquement réduite" est automatiquement satisfaite pour tout groupe algébrique sur k (Théorème de Cartier).
Exemple : Les variétés abéliennes de dimension 1 sont les courbes elliptiques.
La jacobienne d'une courbe algébrique projective non-singulière géométriquement connexe, de genre g, est une variété abélienne de dimension g.
Si A est une variété abélienne de dimension {\displaystyle g} sur ℂ, alors A(ℂ) est naturellement une variété analytique complexe, et même un groupe de Lie. C'est le quotient (au sens de la géométrie analytique complexe) de ℂ{\displaystyle ^{g}} par un réseau {\displaystyle \Lambda }, le quotient admettant un plongement dans un espace projectif.

## Propriétés basiques
Une variété abélienne {\displaystyle A} est toujours non-singulière, et la loi de groupe sur {\displaystyle A} est commutative.
Si {\displaystyle A} et {\displaystyle B} sont des variétés abéliennes sur {\displaystyle k}, et si {\displaystyle f:A\to B} est un morphisme de variétés algébriques qui envoie le zéro de {\displaystyle A} sur le zéro de {\displaystyle B}, alors {\displaystyle f} est un homomorphisme de groupes algébriques (c'est-à-dire que {\displaystyle f} est compatible avec les structures de groupes algébriques sur {\displaystyle A} et {\displaystyle B}).
Structure de la torsion
Si A est une variété abélienne de dimension g définie sur un corps k et si n est un entier naturel premier à la caractéristique de k, alors l'ensemble {\displaystyle A({\bar {k}})[n]} des éléments de A à coordonnées dans une clôture algébrique {\displaystyle {\bar {k}}} de k et qui sont d'ordre divisant n (c'est donc le noyau de l'application multiplication par n dans le groupe {\displaystyle A({\bar {k}})}) est un groupe fini, isomorphe à {\displaystyle (\mathbb {Z} /n\mathbb {Z} )^{2g}}. En particulier, les points de {\displaystyle A} à coordonnées dans {\displaystyle k} et qui sont d'ordre divisant {\displaystyle n} est un sous-groupe de {\displaystyle (\mathbb {Z} /n\mathbb {Z} )^{2g}}.
Si {\displaystyle k} est de caractéristique {\displaystyle p>0}, alors il existe un entier {\displaystyle r} compris entre 0 et {\displaystyle g} tel que pour toute puissance {\displaystyle n} de {\displaystyle p}, {\displaystyle A({\bar {k}})[n]} soit isomorphe à {\displaystyle (\mathbb {Z} /n\mathbb {Z} )^{r}}. On appelle {\displaystyle r} le {\displaystyle p}-rang de {\displaystyle A}. On dit que {\displaystyle A} est ordinaire si son {\displaystyle p}-rang prend la valeur maximale, c'est-à-dire {\displaystyle g}.

## Isogénie
Un homomorphisme {\displaystyle f:A\to B} de variétés abéliennes est une isogénie si A et B ont la même dimension et si le noyau de f est fini. Ce dernier est alors le spectre d'une algèbre finie sur {\displaystyle k}, dont la dimension vectorielle est appelée le degré de {\displaystyle f}. C'est aussi le degré de l'extension des corps de fonctions rationnelles {\displaystyle k(B)\to k(A)} induite par {\displaystyle f}.
Un exemple typique d'isogénie est la multiplication par n :
{\displaystyle n_{A}:A\to A,a\to na}
pour tout entier naturel n (même quand il est divisible par la caractéristique de k). Cette isogénie est de degré {\displaystyle n^{2g}} si {\displaystyle g=\dim A}.
Théorème Si {\displaystyle f:A\to B} est une isogénie, alors il existe une isogénie {\displaystyle g:B\to A} telle que {\displaystyle fg=n_{B}} et {\displaystyle gf=n_{A}}.
On dit que {\displaystyle A} est simple si elle n'a pas d'autres sous-variété abélienne que {0} et elle-même. Par exemple toute courbe elliptique est simple, mais pas le produit de deux courbes elliptiques. On dit que {\displaystyle A} est absolument simple si elle est simple sur une clôture algébrique de {\displaystyle k}.
Théorème (réductibilité complète de Poincaré) Si {\displaystyle f:A\to B} est un homomorphisme de variétés abéliennes surjectif, alors il existe une sous-variété abélienne C de A telle que A soit isogène à {\displaystyle B\times C}.
On en déduit que toute variété abelienne A est isogène à un produit de variétés abeliennes simples. L'ensemble de ces facteurs simples est unique à permutations et isogénies près.

## Anneaux d'endomorphismes
Soit A une variété abélienne sur k de dimension g. On note End(A) l'ensemble des endomorphismes de A.
Théorème L'ensemble End(A) est naturellement un anneau. Comme module sur ℤ, il est libre de rang au plus 4g.
La structure de l'anneau End(A) est plus simple lorsqu'on permet d'inverser les isogénies. On note End0(A) le produit tensoriel sur ℤ de End(A) par le corps des rationnels {\displaystyle \mathbb {Q} }.
Théorème Si A est isogène au produit {\displaystyle \prod _{i}A_{i}^{r_{i}}} avec {\displaystyle A_{i}} simples, {\displaystyle r_{i}\geq 1}, et {\displaystyle A_{i}} non isogène à {\displaystyle A_{j}} si i est différent de j, alors {\displaystyle \mathrm {End} ^{0}(A)} est isomorphe au produit {\displaystyle \prod _{i}M_{r_{i}}(k_{i})}, où {\displaystyle k_{i}=\mathrm {End} ^{0}(A_{i})} est un corps gauche de dimension finie sur k, et où {\displaystyle M_{n}} désigne l'algèbre des matrices carré d'ordre n.

## Module de Tate
Nous avons vu que sur ℂ, {\displaystyle A} est un quotient (comme variété analytique) de ℂ{\displaystyle ^{n}} par un réseau {\displaystyle \Lambda }. Sur un corps {\displaystyle k} quelconque, il existe un équivalent du réseau {\displaystyle \Lambda }, c'est le module de Tate (en).
Définition. — Soit {\displaystyle l} un nombre premier distinct de l'exposant caractéristique de k. On a un système projectif {\displaystyle (A({\bar {k}})[l^{n}])_{n}}, où les applications de transition sont la multiplication par {\displaystyle l}. Alors le module de Tate (du nom du mathématicien John Tate) de {\displaystyle A} est la limite projective, notée {\displaystyle T_{l}(A)}, de {\displaystyle (A({\bar {k}})[l^{n}])_{n}}.
Le module de Tate est naturellement un module sur l'anneau ℤ{\displaystyle _{l}} des entiers {\displaystyle l}-adiques.
Proposition. — {\displaystyle T_{l}(A)} est isomorphe à ℤ{\displaystyle _{l}^{2g}}.
Le groupe de Galois absolu Gal({\displaystyle k^{s}/k}) agit naturellement sur {\displaystyle T_{l}(A)} à travers son action sur les points de torsion {\displaystyle A({\bar {k}})[l^{n}]} (qui sont tous définis sur la clôture séparable {\displaystyle k^{s}} de {\displaystyle k} dans {\displaystyle {\bar {k}}}). La structure de {\displaystyle T_{l}(A)} en tant que module galoisien est très importante en géométrie arithmétique, lorsque le corps de base {\displaystyle k} est un corps de nombres par exemple.

## Variété abélienne duale
- Définition Soit {\displaystyle A} une variété abélienne sur un corps {\displaystyle k}. On montre que le foncteur de Picard relatif {\displaystyle {\rm {Pic}}_{A/k}} est représentable par un schéma en groupes lisse sur {\displaystyle k}. Sa composante neutre (composante connexe de l'élément neutre) {\displaystyle {\rm {Pic}}_{A/k}^{0}} est une variété abélienne sur {\displaystyle k}, appelée la variété abélienne duale de {\displaystyle A}. Elle est parfois notée {\displaystyle A'}.
- Description Si {\displaystyle a\in A(k)} est un point rationnel, on note par {\displaystyle t_{a}} la translation par {\displaystyle a}. C'est un automorphisme de {\displaystyle A} (comme variété algébrique, pas comme groupe algébrique, puisque la translation ne conserve pas l'élément neutre). On considère l'ensemble des (classes d'isomorphisme) de faisceaux inversibles {\displaystyle L} sur {\displaystyle A} tels que {\displaystyle t_{a}^{*}L} soit isomorphe à {\displaystyle L} pour tout point rationnel {\displaystyle a\in A(k)}. Lorsque {\displaystyle k} est algébriquement clos, on note ce sous-groupe {\displaystyle {\rm {Pic}}^{0}(A)}. Dans le cas général, on note {\displaystyle {\rm {Pic}}^{0}(A)} le sous-groupe de {\displaystyle {\rm {Pic}}(A)} des faisceaux inversibles {\displaystyle L} appartenant à {\displaystyle {\rm {Pic}}^{0}(A_{\bar {k}})} sur une clôture algébrique {\displaystyle {\bar {k}}} de {\displaystyle k}. Alors {\displaystyle A'(k)} s'identifie à {\displaystyle {\rm {Pic}}^{0}(A)}.
- Fibré de Poincaré Il existe un faisceau inversible {\displaystyle P} sur {\displaystyle A\times _{K}A'}, appelé le Fibré de Poincaré tel que
  - La restriction {\displaystyle P|_{0\times A'}} est triviale (i.e. isomorphe à {\displaystyle O_{A'}}) et {\displaystyle P|_{A\times {a}}} appartient à {\displaystyle {\rm {Pic}}^{0}(A_{k(a)})} pour tout point fermé {\displaystyle a\in A'}.
  - Le faisceau {\displaystyle P} est universel dans le sens suivant : pour tout schéma {\displaystyle T} sur {\displaystyle k}, et pour tout faisceau inversible {\displaystyle L} sur {\displaystyle A\times _{k}T} vérifiant les propriétés ci-dessus (à la place de {\displaystyle P}), il existe un unique morphisme {\displaystyle f:T\to A'} tel que {\displaystyle (1\times f)^{*}P} soit isomorphe à {\displaystyle L}.
- Réflexivité La duale de la duale {\displaystyle (A')'} est isomorphe à {\displaystyle A}.

## Polarisation
Lorsque le corps de base {\displaystyle k} est algébriquement clos, une polarisation sur {\displaystyle A} est une isogénie {\displaystyle \varphi _{L}:A\to A'} de {\displaystyle A} dans sa duale, associée à un faisceau ample {\displaystyle L} sur {\displaystyle A}. Sur les points, cette isogénie est donnée par {\displaystyle a\mapsto t_{a}^{*}L\otimes L^{-1}}, où {\displaystyle t_{a}} désigne la translation par {\displaystyle a}.
Sur un corps de base quelconque, une polarisation sur {\displaystyle A} est une isogénie {\displaystyle A\to A'} qui est de la forme {\displaystyle \varphi _{L}} sur une clôture algébrique de {\displaystyle k}.
Un théorème de Frobenius, dit que le degré de cette isogénie est égal au carré de {\displaystyle D^{g}/g!} où g est la dimension de A, D est un diviseur sur A dont le faisceau associé est isomorphe à L, et où {\displaystyle D^{g}} est le nombre d'intersection de D avec lui-même g fois.
Une variété abélienne munie d'une polarisation est appelée une variété abélienne polarisée. Le degré de la polarisation est simplement le degré de l'isogénie. Une polarisation principale est une polarisation de degré 1, donc un isomorphisme. Une variété abélienne principalement polarisée est une variété abélienne munie d'une polarisation principale. Toute jacobienne de courbe est principalement polarisée (donc isomorphe à sa duale) avec la polarisation définie par le diviseur thêta.

## Schémas abéliens
La notion de variétés abéliennes se généralise en familles de variétés abéliennes. Un schéma abélien sur un schéma S est un schéma en groupes sur S propre et dont les fibres sont des variétés abéliennes. Certaines notions comme les isogénies, la polarisation, la variété duale, se généralisent aux schémas abéliens (projectifs).